# 鴛鴦村崖墓群
鴛鴦村崖墓群位於四川省資陽市安岳縣，文物遺址年代判定為東漢。2012年7月16日公佈為第八批四川省文物保護單位。

## 簡介[2]
鴛鴦村崖墓群位於四川省資陽市安岳縣鴛大鎮鴛鴦村，共有崖墓45座。鴛鴦村崖墓群數量眾多，浮雕內容豐富、雕刻精美，有：牧馬圖、雜耍圖、出迎圖等。另一石質棺蓋是安岳目前發現的漢代唯一石棺構件。對研究安岳漢代的生產生活、建築喪葬習俗提供了實物資料。該墓群為第三次全國文物普查新發現。